# Přehořovští z Kvasejovic
Přehořovští z Kvasejovic byli český vladycký rod, pocházející ze dvou vsí, Přehořova a Kvasejovic. Obě se nacházejí nedaleko Soběslavi.

## Historie
Roku 1511 obdržel bohatý táborský měšťan Václav Přehořovský z Kvasejovic erbovní privilegium. Jeho synové, Oldřich a Jan, majetek rozmnožili. Jan se stal táborským královským rychtářem a roku 1582 byl povýšen do rytířského stavu, pročež se musel vzdát svého úřadu, ale nadále zůstal v Táboře.
Janův vnuk Karel Přehořovský se přestěhoval do Prahy, kde koupil dům U Minuty na Staroměstském náměstí a vstoupil do stavovského vojska. V létě 1618 se vydal za armádou Jindřicha Matyáše Thurna do jižních Čech, kde jej císařští vojáci zajali a uvěznili v Českých Budějovicích, kde téhož roku zemřel. Jeho syn Jan taktéž bojoval za stavy, avšak zavčasu konvertoval a dokázal tak rodový majetek zachránit.
Jeho syn Kryštof Karel působil na soudech v jižních Čechách, v roce 1643 povýšil do panského a v roce 1694 do hraběcího stavu. Roku 1695 zemřel.
Jeho syn František Karel (1645–1723) dosáhl díky obratné finanční politice závratného společenského postupu. Stal se postupně nejvyšším mincmistrem, viceprezidentem soudní komory, v letech 1705–1717 vykonával funkci nejvyššího zemského sudí. Držel například Dobřejovice, Kamenici, pronajal si Králův Dvůr, Točník a Zbiroh, koupil Konopiště.
V letech 1703–1707 pro něj Giovanni Battista Alliprandi ve Vlašské ulici na Malé Straně v Praze postavil významný barokní palác. Velkorysé stavitelské podniky jej ovšem vyčerpaly natolik, že byl na jeho majetek uvalena nucená správa a mj. došlo i k prodeji pražského paláce. Později jej získali Lobkowiczové (Lobkovický palác). V současnosti zde sídlí Německé velvyslanectví v Praze.
František Karel zemřel v roce 1723 v úctyhodném věku 79 let, za měsíc po něm zemřel i jeho jediný syn František Josef právě v době, kdy se měl oženit. Jeho smrtí vyhasl i celý rod.

## Erb
Ve znaku nosili na červeném poli zlatozeleného ptáčka, který pravděpodobně představuje papouška. Po povýšení do hraběcího stavu přesunuli ptáčka s ratolestí do stříbrného pruhu břevna.

## Příbuzenstvo
Spojili se s Dvořeckými, Mirotíny či pány ze Rtína.